# Manoir de la Delphinière

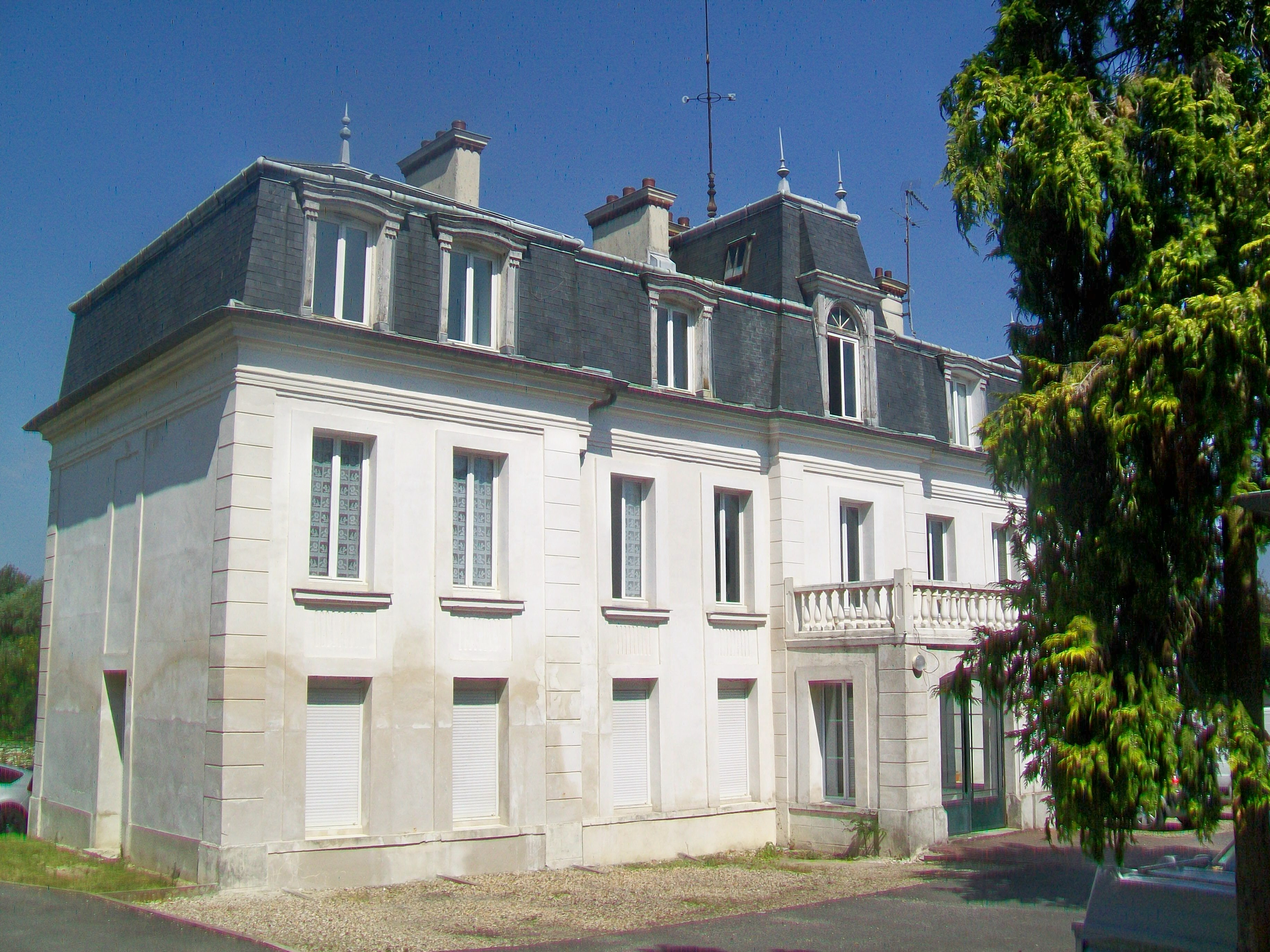
Manoir de la Delphinière in Maffliers

Das Manoir de la Delphinière (frz. manoir für Herrenhaus) in Maffliers, einer französischen Gemeinde im Département Val-d’Oise in der Region Île-de-France, wurde im 18. Jahrhundert errichtet. Das Herrenhaus steht an der Nr. 15 Rue de la Mairie.
Das zweigeschossige Bauwerk im Stil von Jules Hardouin-Mansart besitzt neun Fensterachsen und einen Altan an der Gartenseite.
Der Name des Herrenhauses erinnert an die Schriftstellerin Germaine de Staël, die 1803 hier für einige Monate lebte, nachdem sie 1802 den Roman Delphine geschrieben hatte. 